# Emile Ardolino
Emile Ardolino (9 de maig del 1943 – 20 de novembre del 1993) va ser un director de cinema nord-americà, coreògraf, i productor, més conegut per les seves pel·lícules Dirty Dancing (1987) i Sister Act (1992).
Va guanyar un Premi de l'Acadèmia al Millor documental per la seva pel·lícula He Makes Me Feel Like Dancin' (1983).

## Biografia
Fill d'un immigrant italià mort quan Emile tenia 6 anys, ha estat director de cinema i productor. És conegut sobretot per haver dirigit pel·lícules campiones de recaptació com Dirty Dancing i Sister Act.
Comença la seva carrera treballant al teatre a Broadway. El 1967 funda la "Compton Ardolino Films", productora independent. El 1983 va guanyar un premi Oscar pel documental sobre la dansa titulada He Makes Me Feel Like Dancin.
Declarat obertament gai, Ardolino va morir el 1993 amb 50 anys per complicacions amb el SIDA. Poc abans de morir, el director torna al teatre i produeix una versió cinematogràfica del ballet de Piotr Ilitx Txaikovski El Trencanous, en la versió de George Balanchine. La pel·lícula, de títol George Balanchine: El trencanous, veu com a protagonista, en el paper del trencanous, el jove Macaulay Culkin, que va destacar per la seva interpretació de Kevin McCallister a Sol a casa.

## Filmografia

### Com a director
- 1976: Great Performances: Dance in America (Sèrie de televisió)
- 1979: Baryshnikov at the White House (telefilm)
- 1979: When Hell Freezes Over, I'll Skate (telefilm)
- 1982: A Midsummer Night's Dream (telefilm)
- 1982: Alice at the Palace (telefilm)
- 1982: Faerie Tale Theatre (Sèrie de televisió)
- 1983: He Makes Me Feel Like Dancin'
- 1986: The Rise and Rise of Daniel Rocket (telefilm)
- 1987: Dirty Dancing
- 1989: El cel es va equivocar (chances Are)
- 1990: Three Men and a Little Lady
- 1992: Sister Act
- 1993: The Nutcracker
- 1993: Gypsy (telefilm)

### Com a productor
- 1976: Great Performances: Dance in America (Sèrie de televisió)
- 1979: Baryshnikov at the White House (telefilm)
- 1979: When Hell Freezes Over, I'll Skate (telefilm)
- 1983: He Makes Me Feel Like Dancin'
- 1993: Gipsy (telefilm)

## Cameo
- Emile Ardolino apareix al film Dirty Dancing.

## Premis
- 1984: Oscar al millor documental per He Makes Me Feel Like Dancin'
- 1988: Premi Amanda al millor film per Dirty Dancing
- 1988: Premi Independent Spirit al millor film per Dirty Dancing